# Ар
Ар (міжнародне позначення — а; з фр. are, від лат. area «площа, поверхня»; також відомий як «со́тка») — позасистемна одиниця вимірювання площі, що дорівнює площі квадрата зі стороною 10 м. 1 ар дорівнює 100 м² або 0,01 га, а абсолютно рівною ару величиною є квадратний декаметр (дам²). Використовується в землеробстві для вимірювання площ ділянок земної поверхні.
На малюнку ар продемонстровано у вигляді однієї зеленої клітинки, площею 10 м x 10 м = 100 м². Загалом усі клітинки представляють 1 гектар, як сукупність 100 арів.
Ар встановлено офіційною одиницею вимірювання площі Французької республіки в законі від 18 жерміналя III року Республіки (7 квітня 1795 року). У цьому ж законі введено й назву «ар» (від лат. area та фр. are у значенні «площа, поверхня, ділянка, поле, пустир»).
До кратних відносно ара одиниць площі, крім гектара, відносять декар або дунам, що дорівнює 10 арам, і тайський рай — 16 арів.